# Isomeria nucleare
L'isomeria nucleare (Uranio X2/Uranio Z) è stata scoperta dal chimico Otto Hahn nel 1921.
Un isomero nucleare è uno stato metastabile (o isomerico di un atomo) prodotto dall'eccitazione di un protone o neutrone nel nucleo atomico, tale da rendere necessario un cambiamento nel suo spin affinché possa scaricare l'energia in suo possesso e decadere in uno stato non eccitato. Questo decadimento può avvenire in due modi:
- con emissione di un fotone γ (raggio gamma, un fotone ad alta energia)
- conversione interna (l'energia è usata per ionizzare l'atomo)

## Descrizione
Questa definizione è del tutto differente sia da quella degli isomeri in chimica, che è l'accezione più comune del termine, sia dal significato della parola isotopo, che riguarda invece le differenze nel numero di neutroni di nuclei con ugual numero di protoni, quindi dello stesso elemento. Gli isomeri metastabili di un particolare atomo sono in genere indicati con una "m" (o, nel caso degli atomi con più di un isomero, 2m, 3m e così via). Questa specificazione è di solito posta dopo il simbolo atomico e il numero dell'isotopo (per esempio, Co-58m), oppure come apice prefisso (mCo-58 o 58mCo).
La gran parte degli isomeri nucleari è molto instabile e reirradia la sua energia immediatamente (in media entro un tempo dell'ordine di 10−12 secondi). Il termine viene quindi utilizzato solo per quegli isotopi che restano nello stato eccitato per un tempo più lungo della media: si parla di isomeri nucleari quando l'isotopo in questione ha una emivita almeno superiore a 10−9 secondi. La meccanica quantistica prevede che alcune specie atomiche possiedano isomeri con emivite insolitamente lunghe anche rispetto a questo tempo minimo, e che siano dotati di proprietà insolite.
L'unico isomero nucleare stabile è un isotopo del tantalio, il 180mTa, presente in natura in ragione di una parte su 8300. La sua emivita è di almeno 1015 anni, e potrebbe anche essere del tutto stabile. L'origine di questo isomero è ignota, sebbene si pensa che abbia a che fare con le esplosioni di supernova. Quando si diseccita e torna al suo stato base rilascia fotoni molto energetici con lunghezza d'onda di 16 nanometri (emissione di raggi gamma). Sono stati riportati eventi in cui il 180mTa è stato stimolato ad emettere la sua energia bombardandolo con altri raggi X molto meno energetici, ma questi fatti sono ancora oggetto di discussione nel mondo scientifico.
Un altro isomero nucleare ragionevolmente stabile (emivita 31 anni) è l'afnio-178m, che ha la più alta energia di eccitazione fra tutti gli isomeri stabili. Un chilogrammo di 178-2mHf contiene circa 900 megajoule di energia, cioè un quarto di chilotone. Inoltre tutta l'energia verrebbe rilasciata sotto forma di raggi gamma con lunghezza d'onda di 0,05 nanometri. Come per il 180mTa, ci sono fonti controverse che affermano sia possibile stimolare il 178-2mHf ad emettere la sua energia nel momento voluto, per cui  questa sostanza viene studiata come una possibile sorgente per laser a raggi gamma. Inoltre le stesse fonti affermano che l'energia emessa è rilasciata molto rapidamente, per cui l'178-2mHf potrebbe produrre impulsi di potenza estremamente elevata, dell'ordine degli exawatt (1015 watt). Ad oggi (2005) le dichiarazioni che isomeri di afnio possano essere usati come dispositivi di accumulo di energia o come armi viene considerata ridicola dalla comunità scientifica in generale, e le probabilità che tali previsioni si realizzino in un futuro sembrano molto scarse.
Un ulteriore isomero con emivita lunga è l'isomero 242-mAm dell'Americio, con una emivita di 141 anni.